# (3144) Brosche
(3144) Brosche est un astéroïde de la ceinture principale découvert le 10 octobre 1931 par l'astronome allemand Karl Wilhelm Reinmuth. Le lieu de découverte est Heidelberg (024). Sa désignation provisoire était 1931 TY1.
Sa distance minimale d'intersection de l'orbite terrestre est de 0,760776 ua.